# تردات
تردات یا معمار تِردات (به ارمنی Տրդատ ճարտարապետ - به انگلیسی Trdat the Architect - به لاتین Tiridates)، (زاده ۹۴۰ میلادی - درگذشته ۱۰۲۰ میلادی) معمار معروف در دوران پادشاهی باگراتونی ارمنستان بود. شهرت او به خاطر طراحی و ساخت کلیسای جامع آنی در شهر باستانی آنی و بازسازی گنبد ایا صوفیه در قسطنطنیه بود.

## آثار

### ارمنستان
معمار تردات، «کلیسای نشان مقدس» را که از مجموعه صومعه هاقپات می‌باشد در بین سالهای ۹۷۶–۹۹۱ میلادی به دستور ملکه خسروانوش همسر آشوت سوم بنا نمود.
آشوت سوم پادشاه ارمنستان پایتخت خود را از شهر کارس به شهر باستانی آنی منتقل نمود و در سالهای پادشاهی او آن شهر از نظر معماری پیشرفت قابل توجهی کرد. قبل از وفات سمبات دوم به دستور او در سال ۹۸۹ میلادی تردات ساخت کلیسای جامع آنی را آغاز و در بین سالهای ۱۰۰۱ تا ۱۰۱۰ میلادی به پایان رسانید. در دوران گاگیک یکم کلیساها و بناهای مذهبی و موسسات خیریه و ساختمانهای جدیدی ساخته شد، و در دوران او معماری ارمنستان شکوفایی خیره کننده‌ای یافت. به دستور او ساخت کلیسای گریگور روشنگر (آنی) در سال ۱۰۰۱ میلادی آغاز و در سال ۱۰۱۰ میلادی به پایان رسید.

### امپراتوری روم شرقی
پس از زمین‌لرزه بزرگ ۲۵ اکتبر ۹۸۹ میلادی که باعث فروریختن گنبد بزرگ ایا صوفیه شد، باسیلیوس دوم از تردات خواست که گنبد را ترمیم نماید. انجام این کار و بازسازی کامل ایا صوفیه شش سال بطول انجامید و کلیسا بار دیگر در ۱۳ می ۹۹۴ میلادی افتتاح شد.

## نگارخانه

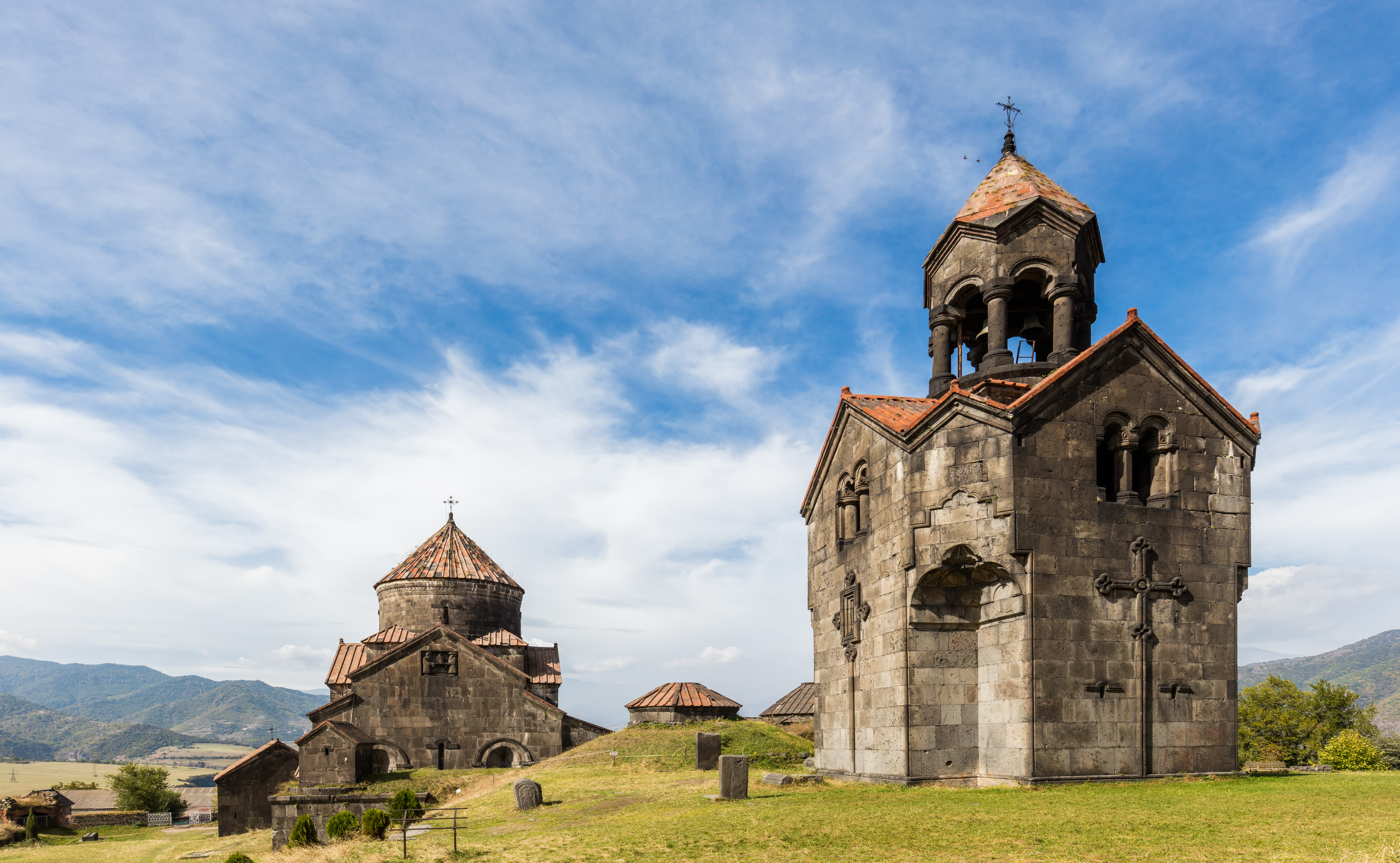
کلیسای نشان مقدس از مجموعه صومعه هاقپات
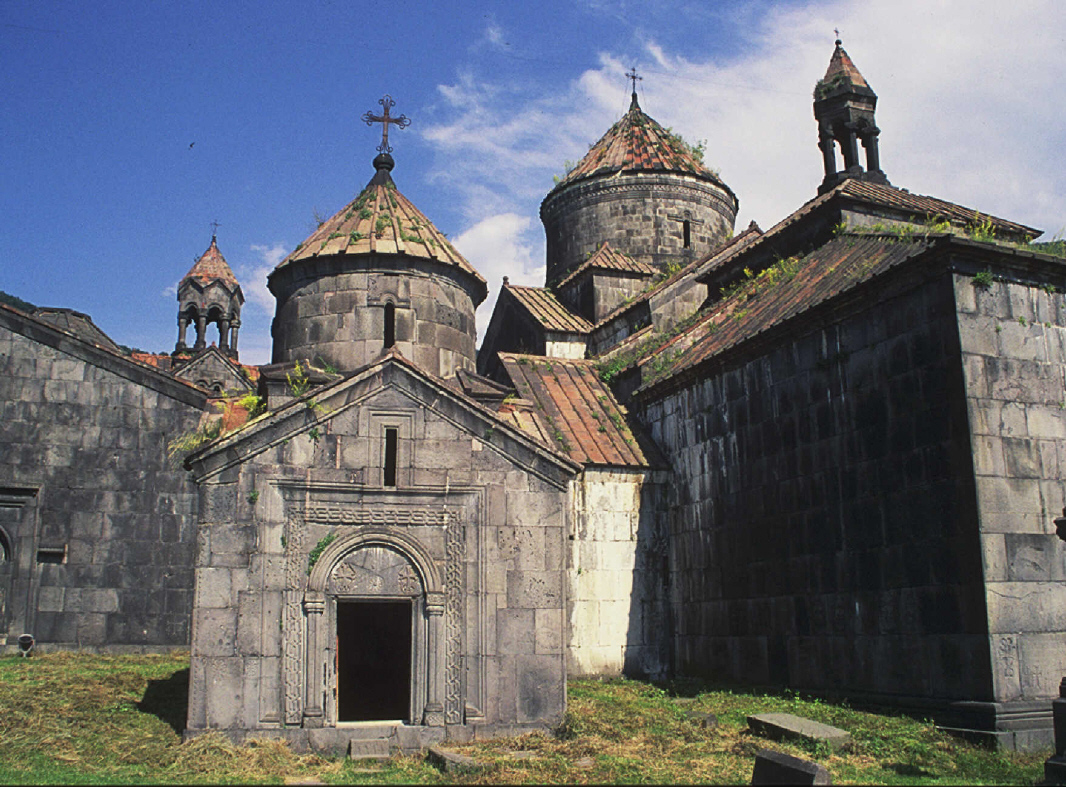
صومعه هاقپات
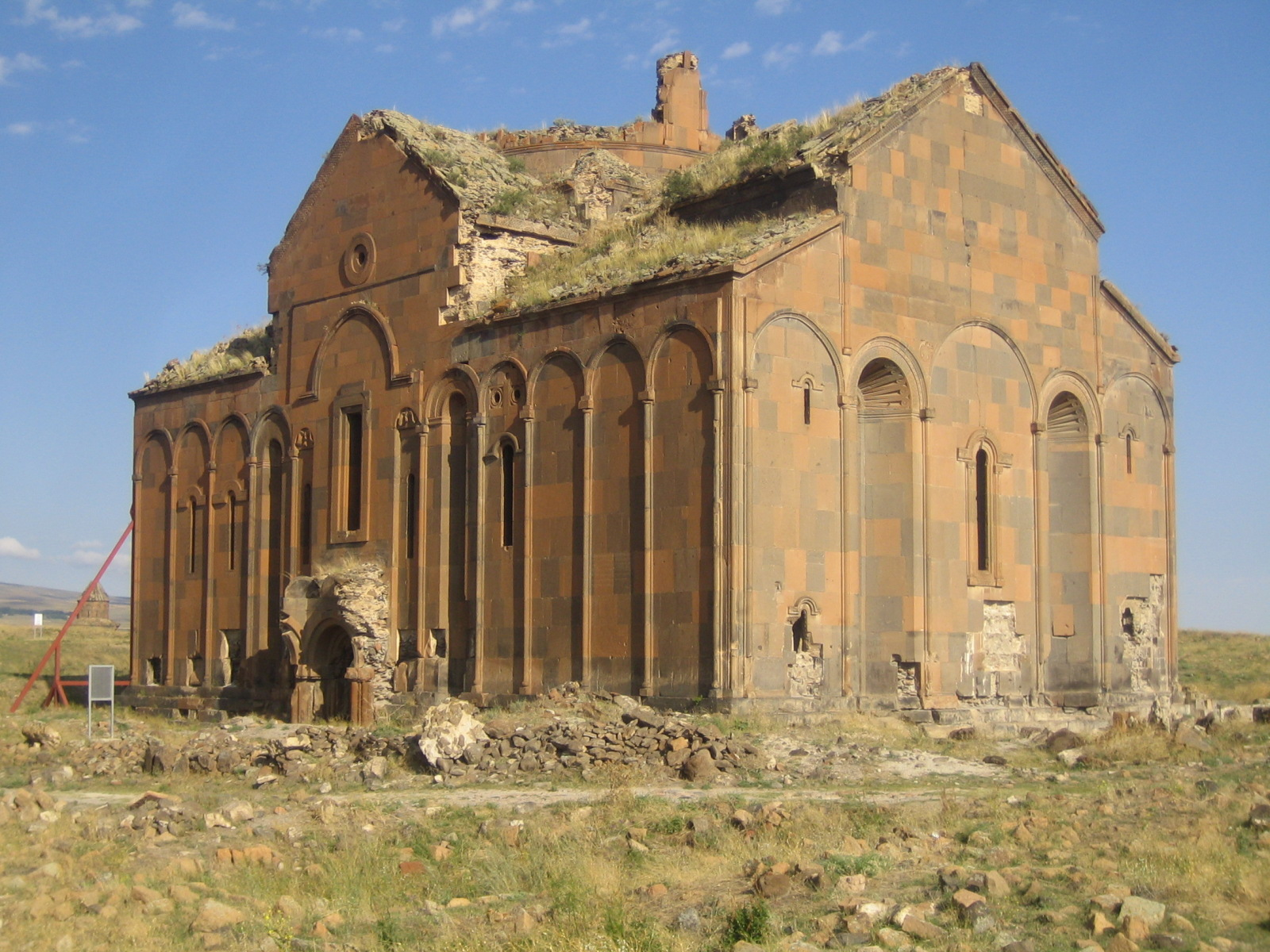
کلیسای جامع آنی
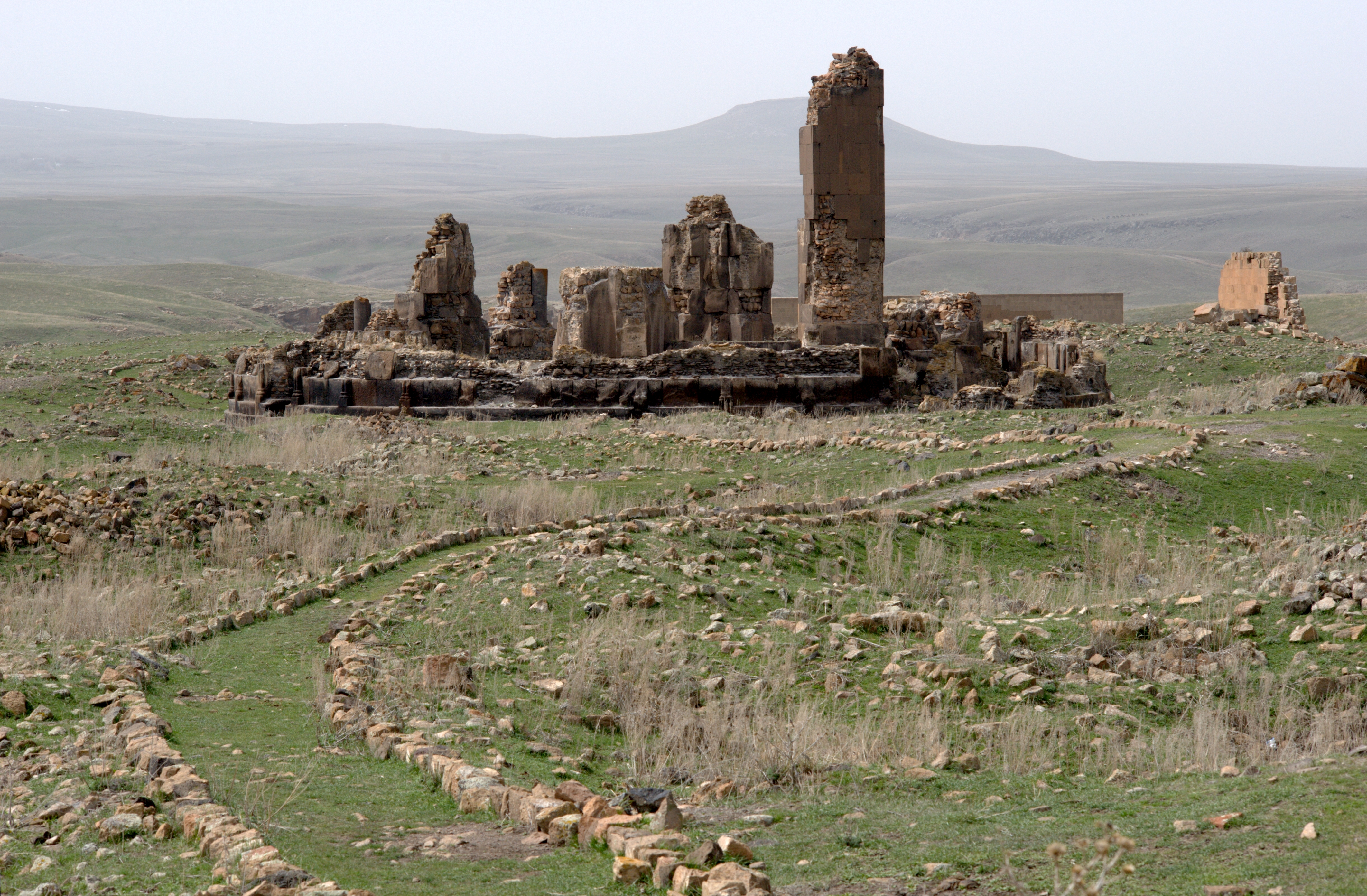
کلیسای گریگور روشنگر (آنی)
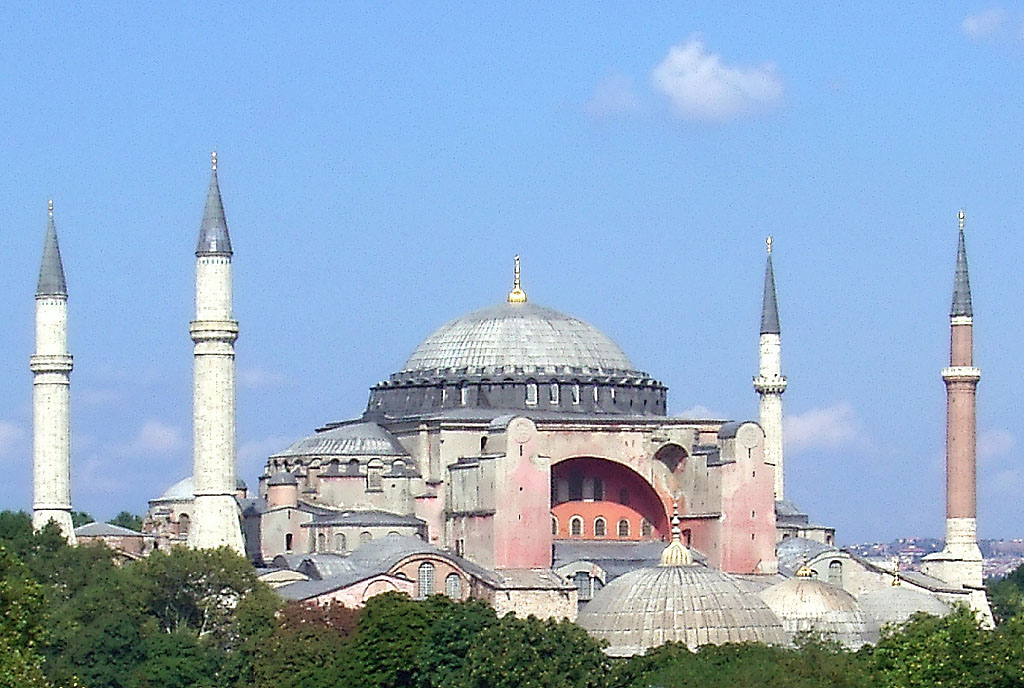
ایا صوفیه